# Citroën États-Unis
 (janvier 2010).
Si vous disposez d'ouvrages ou d'articles de référence ou si vous connaissez des sites web de qualité traitant du thème abordé ici, merci de compléter l'article en donnant les références utiles à sa vérifiabilité et en les liant à la section « Notes et références ».
André Citroën était inspiré et fasciné par l'industrie automobile américaine. Il s'intéressa dès 1920 à ce marché, la première Citroën arriva aux États-Unis en 1938 ; c'était une Traction Avant. La dernière sera une CX en 1977, bien que quelques modèles soient ensuite importés à titre individuel.

## Histoire

### Le commencement
L'histoire de Citroën aux États-Unis commence dans les années 1920-1930, lorsque André Citroën, fasciné par tout ce qui venait d'outre-Atlantique, tente de vendre ses premières productions. Mais ce n'est assurément pas le succès. En 1931, il hésite même à construire une gigantesque usine sur le sol américain, mais le projet n'aboutira pas. Il faut donc attendre 1938 pour revoir une Citroën sur le marché américain, et c'est la Traction Avant qui sera le modèle importé.

### Les débuts de la Traction Avant

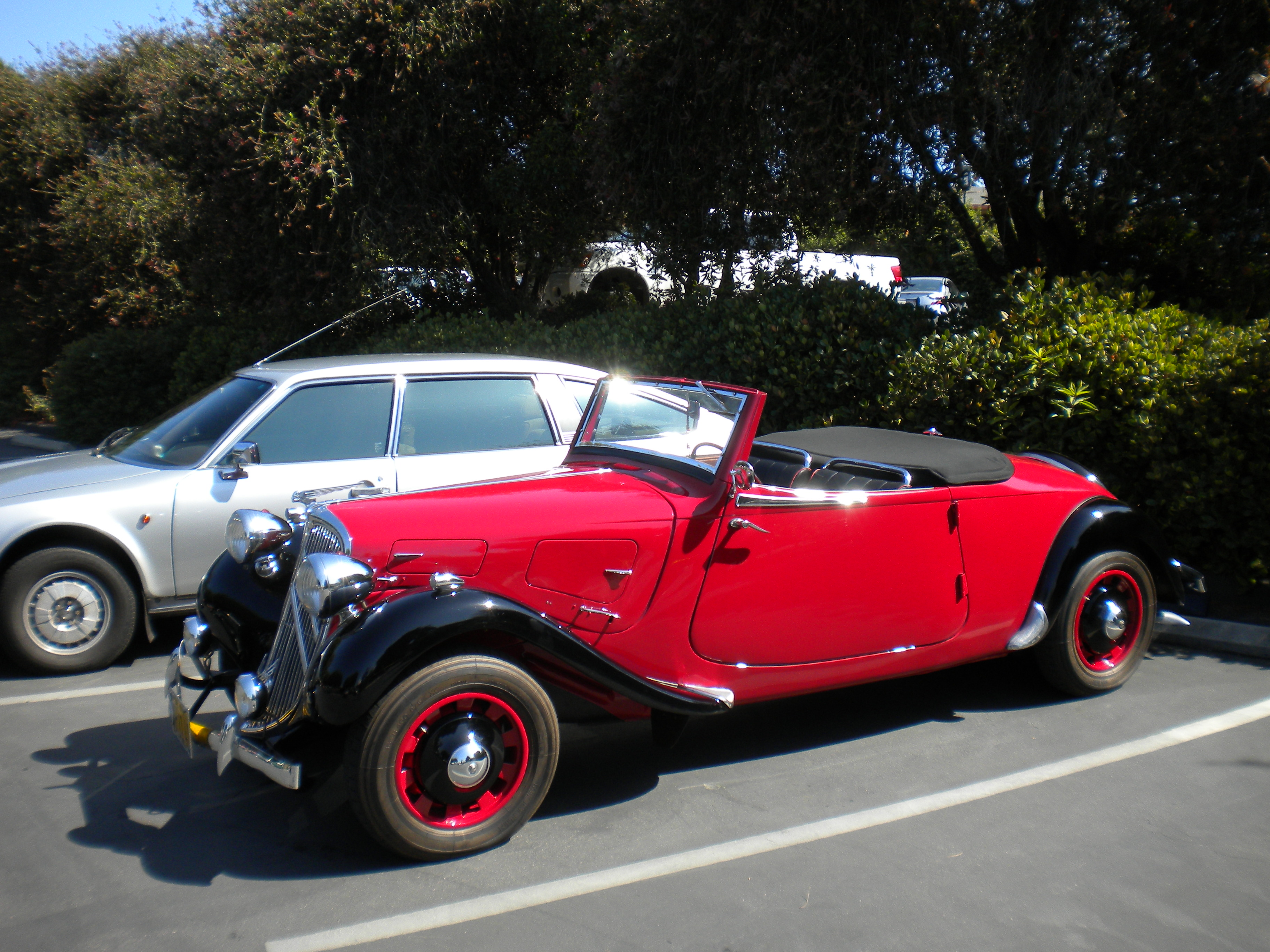
Traction Avant d'anciennes plaques d'immatriculation de la Californie.

La Traction Avant n’est pas importée par l’usine, mais par « The Challenger Motor Car Corporation », à Los Angeles (Californie), rejointe ensuite par le garage « Campbell Motors » de South Pasadena, en Californie. Des publicités et des catalogues, inspirés de ceux émis par Citroën UK à Slough (Angleterre), furent imprimés. Pour 895 $, on peut donc s’offrir une Traction 11 Légère. Les ventes resteront malheureusement confidentielles pour plusieurs raisons. Citroën ne peut assurer une distribution sur l'ensemble du territoire et se limite à quelques grandes villes. La Traction est vendue beaucoup trop cher à cause des coûts de transport importants, et son prix ne peut soutenir la comparaison avec celui des grosses américaines de l’époque. Au début des années 1950, Citroën décide de faire entrer sur le sol américain une vingtaine de Traction, des 11 et des 15-Six, qui ne seront jamais mises en circulation, du fait d’un manque total de structures. Seules deux ou trois Traction réussiront à sortir du port. Moins de 1000 Traction atteindront les États-Unis, dont une cinquantaine de 15-Six

### Charles Buchet
En 1952, Michelin crée la « Citroën Cars Corporation ». Le rôle de cette entreprise est de vendre aux touristes américains la voiture dont ils ont besoin pour leurs déplacements en France. Après réception de leur commande, qui comporte une garantie de rachat, la voiture immatriculée de la plaque rouge « TT » leur est livrée dès leur arrivée sur le sol français et rachetée dès qu’ils quittent le pays. Citroën envoie aux États-Unis l'un de ses collaborateurs, Charles Buchet, afin de redynamiser la filiale « Citroën Car Corporation ». Il s’attache tout d’abord à retrouver la petite vingtaine de 15-Six importée. Il en retrouve quelques-unes en mauvais état. Il se déplace dans New York au volant d’une Traction 15-Six, rescapée du port, mais aussi en 2CV envoyée par l’usine. Il se fait d’ailleurs remarquer au volant de cette dernière.

### Les débuts de la DS
En 1955, Charles Buchet se rend au Salon de l'Auto à Paris, et découvre avec stupéfaction, comme des milliers d'autres personnes, la nouvelle Citroën DS. Il décide d’envoyer en janvier 1956 une voiture gris rosé, toit vert pâle et intérieur bleu (la no 129 exactement) au Salon de Chicago. La voiture gagne le salon par la route balayée par la neige et sous des températures avoisinant les −16 °C. C’est le champion Luigi Chinetti, trois fois vainqueur aux 24 Heures du Mans et importateur de Ferrari aux États-Unis, qui conduira la voiture. La DS gagne le stand qui lui est réservé, un stand aussi minuscule que celui du seul autre importateur européen, Volkswagen et sa Coccinelle. La DS connaît un joli succès d’estime et les Américains sont plutôt étonnés de voir une voiture sans calandre qui monte et descend. La DS est ensuite exposée à Flint, juste à côté de Détroit, dans le musée automobile de Ford.

### René France
Un autre français, René France, installé aux États-Unis depuis 1954 où il se fait enregistrer comme immigrant, est passionné par les Citroën depuis que son père en a possédé plusieurs modèles. Il entame une carrière de vendeur de voitures, après un court travail de technicien en laboratoire. Il ouvre en 1958 à Hackensack, dans le comté de Bergen, une concession Peugeot et Renault. Il vendra également par la suite des Porsche, Alfa Romeo, Fiat et Lancia. En 1956, il se rend au Salon de Chicago avec son patron qui s'est mis en tête de louer des voitures européennes. Il stoppe net lorsqu'il aperçoit le stand Citroën avec la DS qui y est exposée. C'est à ce moment-là qu'il décide de vendre des Citroën, et il devient donc agent Citroën, toujours à Hackensack, avec l'accord du directeur de l'importation. Les affaires marchent plutôt mal, car la voiture ne plaît pas aux Américains. La ligne trop avant-gardiste de la DS et son design pur et sans fioriture ne sont pas en phase avec les automobiles américaines de l’époque, adeptes d'ailes proéminentes et de chrome à foison. Certains dirent même qu’elle ressemblait à un crapaud. De plus, la voiture fait peur, car elle monte et descend toute seule, le champignon qui remplace la traditionnelle pédale de frein est trop minuscule et le changement des vitesses est trop compliqué. Même les 22 vendeurs de René France n’osent pas la conduire, et c’est lui, le directeur général, qui devra se charger des démonstrations. Les problèmes de fiabilité que connut la DS à ses débuts n’arrangèrent pas les choses et c’est donc encore une voiture expérimentale. La conception de la voiture n’est donc pas adaptée au marché américain : moteur 4 cylindres faible, rouille, batterie 6 volts, pneus spécifiques et introuvables sur le marché américain, peinture délicate, pas de climatisation, protections fragiles, non fiabilité du circuit hydraulique et enfin du circuit électrique. Les premiers clients essuyèrent donc les déboires liés à la conception de la DS, et leurs voitures étaient toutes immobilisées, faute d’un réseau de réparateurs efficacement formés. Les problèmes étaient liés en particulier au circuit hydraulique, dont le liquide rouge LHS ne supportait pas les rigueurs du climat américain. Cependant, Citroën USA s’emploie à surmonter au fil des ans tous ces problèmes par des initiatives locales ou des demandes à Javel (pare-brise Securit, chauffage Haperbacker, protection de tôlerie Z-Bart, insonorisation, liquide vert LHM…). En mai 1957, Citroën envoie même sur place en urgence Jean Baert, ingénieur du bureau d'études à Paris. Une fois là-bas, on lui explique que 300 DS sont en panne et sont stockées sur le port de New York, sous un immeuble en construction ouvert à tous les vents. Les voitures étaient dans un état lamentable. Jean Baert se charge alors de les réparer et de les remettre en état de marche avec l'aide d'ouvriers américains embauchés pour l'occasion. Il faut presque tout changer (la direction, refaire les circuits hydrauliques, remplacer les pièces rouillées, repeindre le compartiment moteur…). Malgré tous ces efforts, le patron de René France jette l’éponge, abandonne son agence de voitures importées pour en reprendre une qui vend des américaines. Charles Buchet propose donc à René France de le rejoindre au siège de Citroën USA, au 300 Park Avenue à New York.

### Le siège social de Citroën USA
Le siège social possède un très beau showroom où sont exposées une Traction 11 CV et une DS toute l’année. Contre toute attente, les commandes affluent. Contrairement aux petites villes provinciales où René France officiait, New York est une ville à part, qui possède une clientèle spécifique qui aime les voitures « différentes », et composée en priorité de médecins, avocats, artistes, intellectuels… . Un terrain idéal pour la DS. L’atelier, situé à une heure de route de New York, est quant à lui ridiculement petit, 400 m², ce qui pose un véritable problème pour entretenir et réparer les voitures. De plus, beaucoup de clients ignorent que le liquide hydraulique n’est pas compatible avec un liquide courant et font le plus souvent l'appoint avec du liquide de freins standard type Lockheed, ce qui provoque une dilatation des joints presque immédiate de 20 % et le changement complet du système. Charles Buchet charge un peu plus tard René France de créer une structure de vente directe, permettant ainsi aux clients d’essayer et acheter leurs voitures, tout en renvoyant la clientèle de passage à leurs agents locaux. Il prend également en charge un département occasion qui reçoit plus de voitures américaines que de Citroën au départ.

### La filiale côte ouest
En juin 1963, René France prend la direction de la filiale côté ouest. Elle est présente dans onze états ainsi qu’à Hawaï et en Alaska. Elle possède des agences un peu partout et pratique le « dual », qui consiste à vendre sur le même site des Citroën et des automobiles américaines. Le réseau commence donc à être bien structuré et les pièces détachées arrivent par avion et sont stockées à New York ou à Los Angeles. Pour améliorer le service après-vente, des techniciens sont chargés de se rendre dans les agences pour aider les mécaniciens à entretenir et réparer les voitures. Une école est ensuite créée par Citroën, dans le but de former les mécaniciens à la « french technologie » durant toute une semaine aux frais de l’entreprise. Plusieurs modèles sont ensuite importés après la DS, et c’est ainsi que la 2CV, l’Ami 6 et la Méhari touchèrent le sol américain. Les affaires marchent assez bien, sans être toutefois mirobolantes.
Les ventes de la 2CV s’essoufflent, mais 800 d’entre elles ont déjà trouvé preneur sur la côte ouest. L’Ami 6 ne connaît pas un grand succès car elle ne correspond vraiment pas aux réalités du marché américain. La Méhari séduit de nombreux américains par son petit côté « fun » et 1000 voitures seront vendues, dont 100 partiront pour Hawaï pour compléter le parc du loueur Budget qui les achète « par lot » de 20. Quelques GS franchiront l’Atlantique et René France fera même monter un climatiseur sur quelques-unes d’entre elles, mais ce fut un énorme échec commercial. Citroën importera même deux DS cabriolet Chapron, dont le prix de vente dépassait les 5 000 $, soit bien plus que celui d’une Cadillac. En 1972, débute la commercialisation de la SM aux États-Unis, où elle est affichée à presque plus de 10 000 $. Elle connaît néanmoins un beau succès commercial puisque 3500 SM trouveront acquéreur au pays de l’oncle Sam sur un total de 12 920 SM produites. Elle reçoit même, en 1972, le prix très convoité de voiture de l’année décerné par le magazine « Motor Trend ».

### La fin de l'histoire
Citroën tente d’importer la CX aux États-Unis, mais en vain. La marque aux chevrons renoncera à cause des normes d’homologation devenues encore plus sévères. Le 31 décembre 1977 marque la fermeture définitive de Citroën USA et les importations de voitures stoppent net. Peugeot, qui vient de racheter Citroën en pleine crise, veut également vivre le rêve américain et entend bien commercialiser sa 604 aux États-Unis et ne veut pas d’une concurrente comme la CX sur ce marché. René France est convoqué à Paris au mois d’octobre 1977 et il ne se doute vraiment pas des conséquences de ce rachat. On lui annonce que Citroën USA cessera toute activité à la fin de cette année et on le renvoie aux États-Unis où il licenciera tout le personnel de New York, Los Angeles et Montréal. Cependant, quelques irréductibles « citroënistes » dans l’âme continueront d’importer des Citroën, comme la société CXA, qui importera des CX et même quelques XM aux États-Unis, malgré l’opposition ferme de la maison mère.

## Les différents modèles

### La Traction
La Citroën Traction possédait peu de changements par rapport à la version européenne.

### La DS

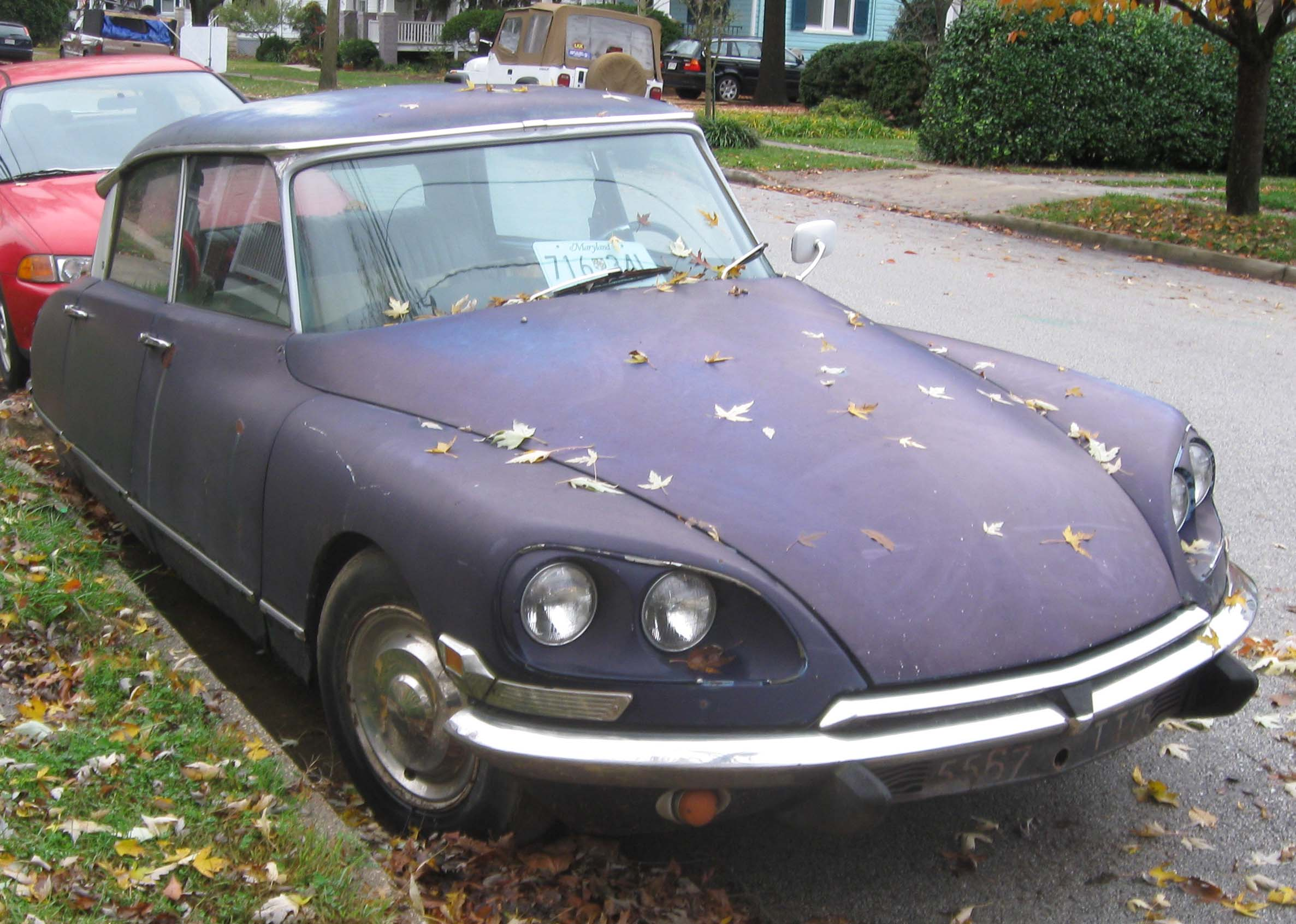
Une DS 21 aux États-Unis.

Les premières Citroën DS n’étaient pas adaptées aux normes américaines, mais Citroën en la commercialisant officiellement là-bas dut se conformer à ces normes. C’est ainsi que les DS d’avant 1965 possédaient des petits répétiteurs de clignotants ronds à côté des phares avant. Les pare-chocs étaient également renforcés à l’avant et à l’arrière. Les DS américaines avaient quelques équipements non disponibles sur les DS européennes.
À partir de 1966, Citroën commercialise la DS restylée aux États-Unis. Cependant, les normes de sécurité américaines n’autorisent pas à l’avant les grandes surfaces de plexiglas équipant les phares avant. Citroën dote donc la DS de quatre projecteurs de forme ronde, intégrés dans la carrosserie de la DS. La forme générale des phares est toujours là, mais certaines personnes trouvent la DS défigurée avec ce nouveau visage. Les clignotants migrent sous le pare-chocs avant pour laisser place à des veilleuses orange. Les berlines et les breaks adoptent cette face avant.
38 000 DS ont été vendues aux États-Unis.

#### Cinéma
La DS apparaît dans les films américains Le Dernier Samaritain, Scarface, Retour vers le futur 2, Bienvenue à Gataca,,,.

### La SM

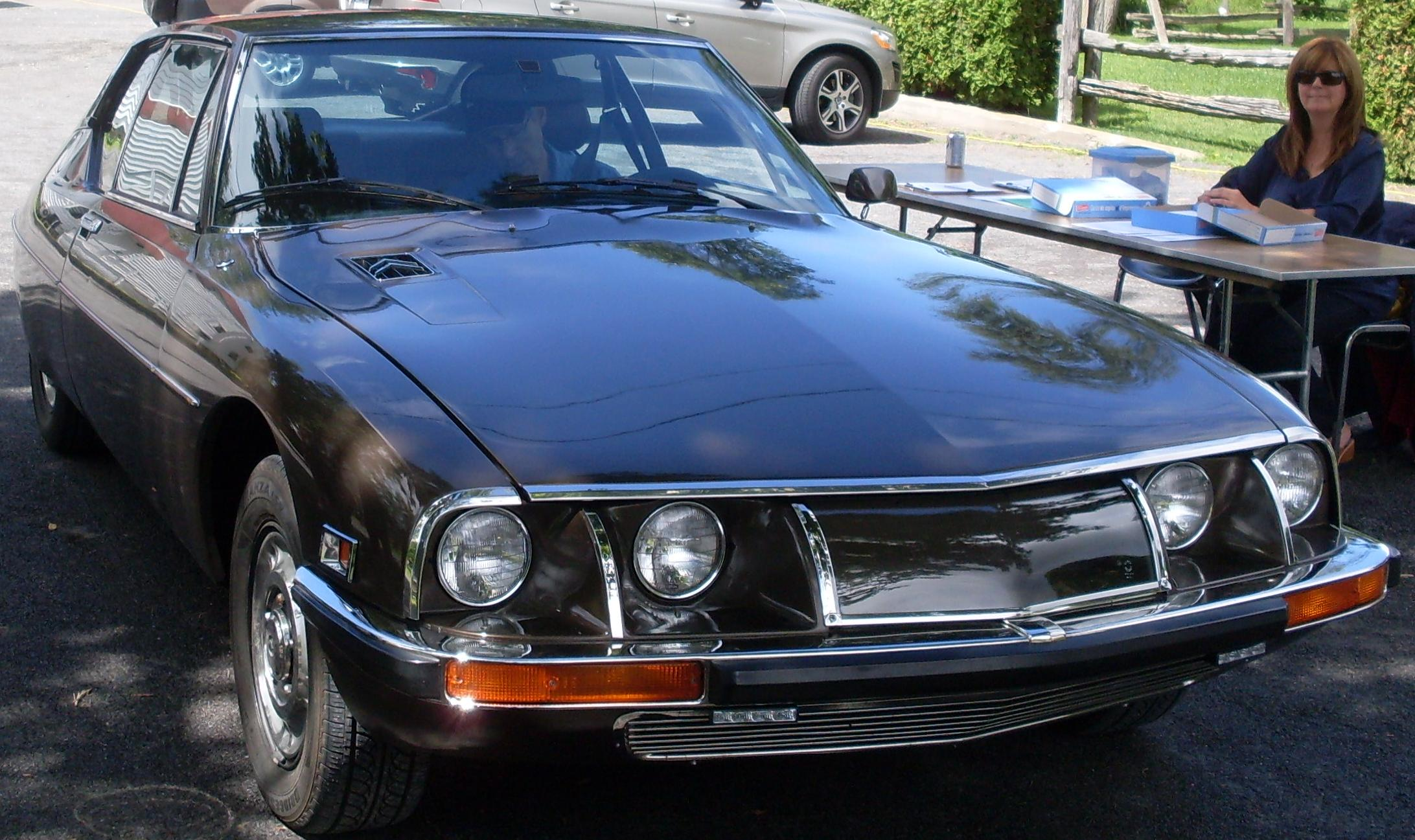
Une SM au Québec

Citroën importera la SM aux États-Unis de 1972 à 1973. La face avant subit les réglementations locales interdisant les phares carénés et elle se dote ainsi de quatre phares ronds comme la DS. Elle perd ainsi une de ses nombreuses spécificités : les phares directionnels. Les pare-chocs sont renforcés et la SM est disponible en version boîte automatique pour les Américains, très adeptes de ce type de transmission. Des veilleuses orange et rouge viennent se greffer sur les ailes avant et arrière. Un règlement passé en 1974 rendait de facto impossible la commercialisation d'une suspension à hauteur variable et allait précipiter le retrait de Citroën de ce marché.

### SM hors-série
Américains citroënistes, Jerry Hathaway et sa femme Sylvia vivent en Californie à SM World (leur ranch avec sortie d’autoroute privée) où ils restaurent et entretiennent près de 600 SM. Leur passe-temps favori : emmener leur bolide, une SM modifiée, jusqu’au désert de sel de Bonneville Salt Flats pour y battre des records de vitesse. En 1987, avec un moteur Maserati équipé de deux turbos sous le capot, un embrayage de Maserati Bora et un parachute de freinage dans le coffre, Sylvia Hathaway pulvérise le record de son époux (321 km/h en 1985) en dépassant les 323 km/h. Pour atteindre cette vitesse, la SM des Hathaway n’a subi que peu de modifications aérodynamiques : la carrosserie est d’origine, hormis une prise d’air sur le capot et des enjoliveurs plats pour gagner en fluidité. Avant d’entreprendre la restauration de son bolide, victime d’un tremblement de terre, Jerry Hathaway avait réalisé une version très américaine : le pick-up SM et sa remorque.

### La 2CV
Les 2CV importées aux États-Unis étaient dans un premier temps des versions belges. Elles possédaient une finition plus cossue que les versions françaises. En 1958, quelques 2CV fourgonnette (ou Truckette aux États-Unis) furent importées par la marque. Quelques versions Charleston furent importées non officiellement par des passionnés.

#### Cinéma
Dans le film American Graffiti de 1973 réalisé par George Lucas, le personnage principal, Curt (Richard Dreyfuss), se déplace en 2CV. Petit anachronisme, alors que le film est censé se passer en 1962, la 2CV possède une vitre de custode apparue sur les 2CV à partir de 1966.

### La Méhari

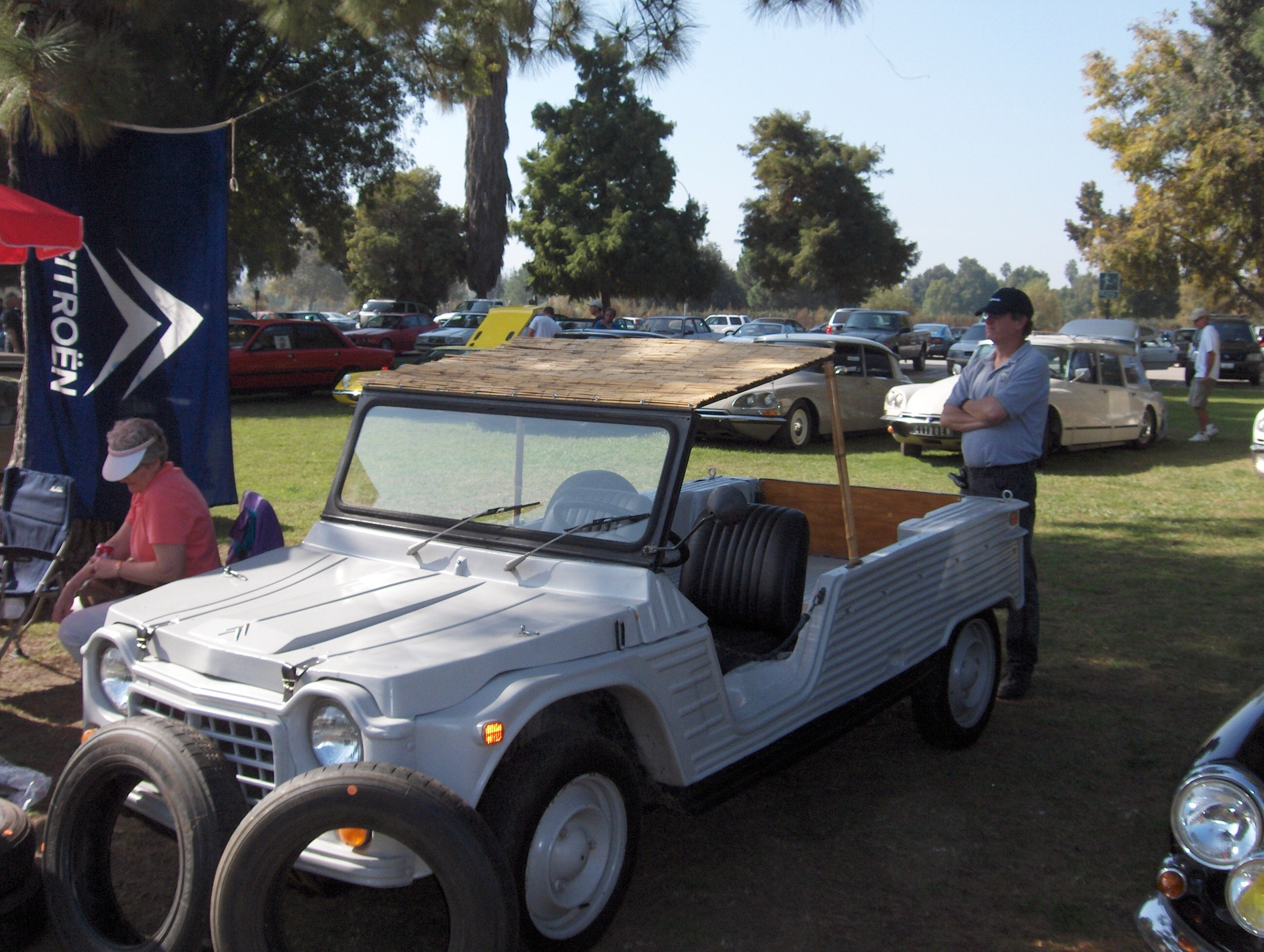
Une Méhari du marché américain

Pour répondre aux attentes du marché américain, Citroën modifia complètement la face avant de sa Méhari. Ainsi, la Méhari gagne des projecteurs ronds, des veilleuses orange sur les flancs, une nouvelle calandre, des clignotants rouges ou orange, un cadre tôlé autour du pare-brise. Elle fut au catalogue de 1970 à 1971. Sa carrosserie n'était pas adaptés aux hautes températures que rencontrent les côtes américaines et très souvent les panneaux de plastique se fissuraient et les couleurs perdaient leur aspect du neuf très vite.
1034 exemplaires seulement furent fabriquées.

### L'Ami 6
L'Ami 6 version US se différenciait de la version française par ses phares avant à double optiques (que la version française adoptera en version Club un peu plus tard), par ses clignotants avant ronds et par ses pare-chocs à protection tubulaire.

#### Télévision
- Série Mission Impossible[8]

### Les CX et XM

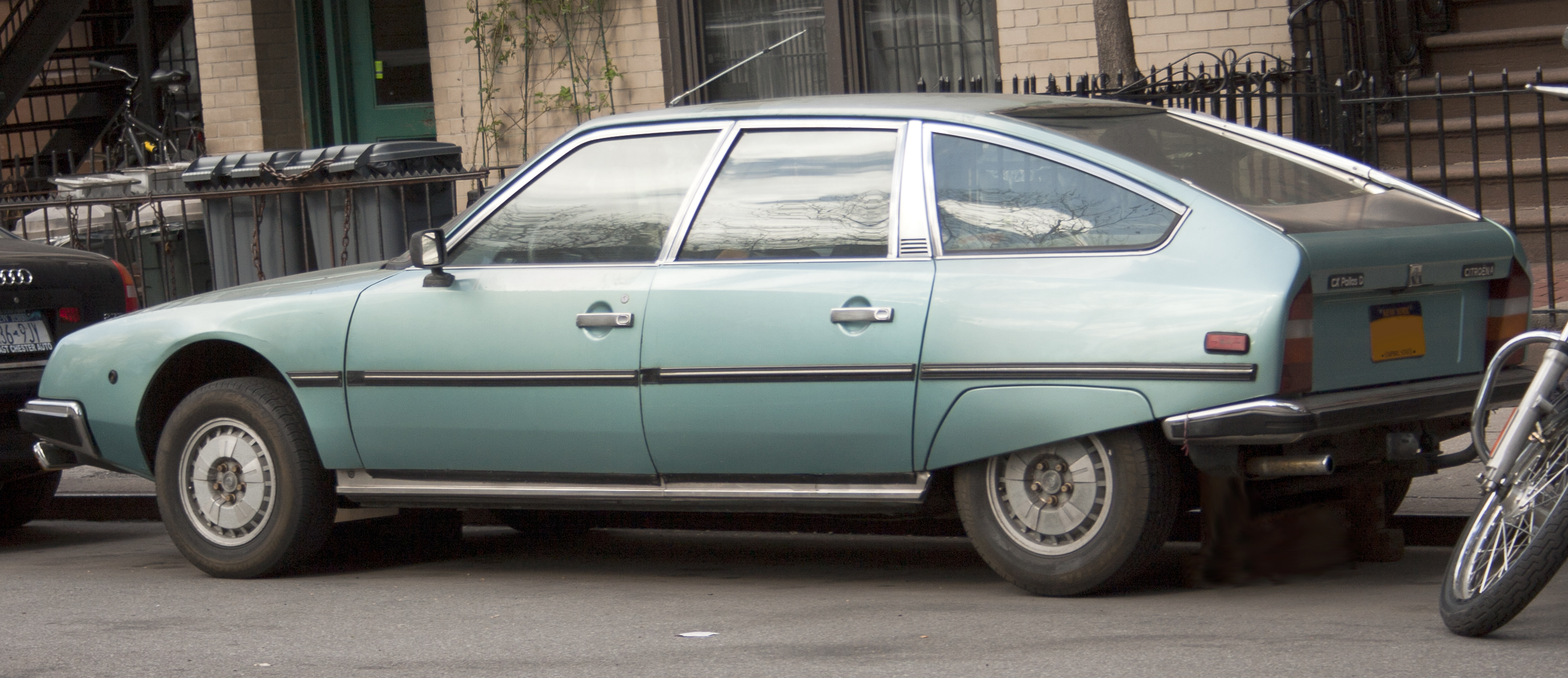
Une CX à New York.

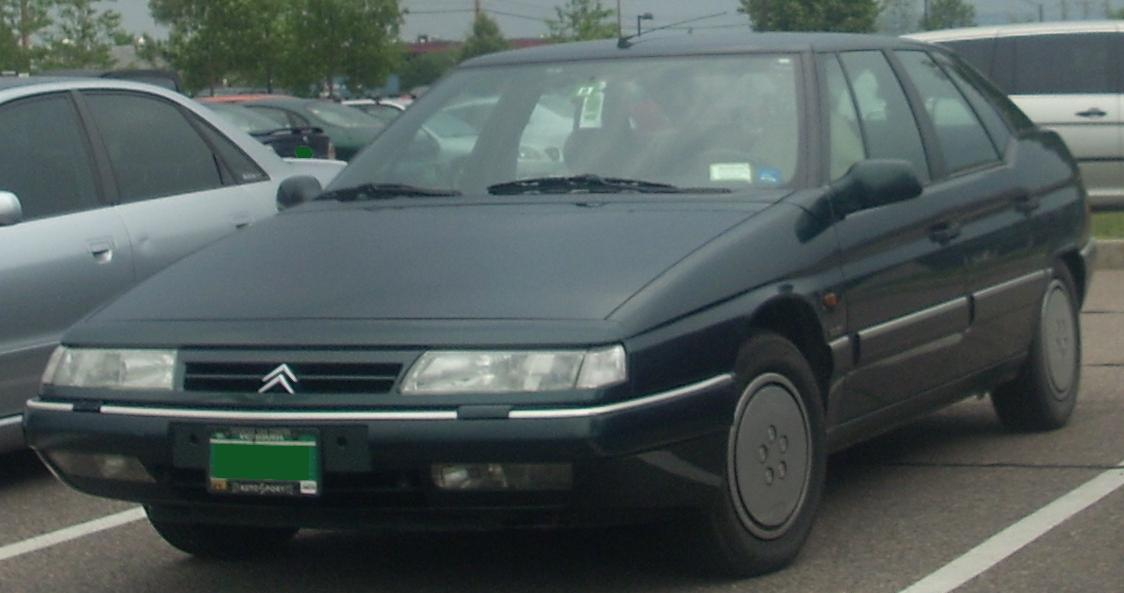
Une XM dans le Vermont.

Citroën importa quelques CX diesel aux États-Unis. Elles subissaient très peu de modifications par rapport aux versions européennes et on peut noter l'apparition de veilleuses orange sur les côtés.
Ensuite, la société CXA (CX Auto) va importer de 1979 à 1991 des Citroën de façon non officielle. Les voitures sont préparées aux Pays-Bas, puis sont acheminées vers les États-Unis. CXA modifie les voitures pour leur donner une image de voiture française prestigieuse. Les voitures sont repeintes, le châssis et la structure de la coque sont modifiés pour être renforcés, un nouveau système d'échappement est installé et des barres de renfort sont installées dans les portières. CX Auto modifie également toute la partie électrique pour la mise en place de nouveaux clignotants et de nouvelles veilleuses ainsi que la pose de feux de détresse. À l'intérieur, une climatisation est ajoutée, on trouve une sellerie cuir, un toit ouvrant et de nouvelles garnitures sur les panneaux de portes et le pavillon.
En tout 800 CX et une cinquantaine de XM furent vendues. La gamme CX comprenait la berline (GTI Turbo 2), la limousine (Prestige Turbo 2) et le break (Estate Wagon). Pour la Citroën XM il n'y eut que la berline avec soit un moteur 4 cylindres soit un V6.

#### Cinéma
- Mo'Better Blues[9]